# 고드프리드 다넬스

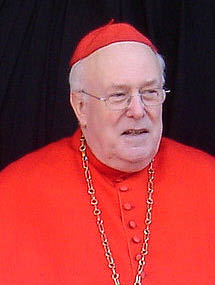

고드프리드 다넬스(Godfried Danneels, 1933년 6월 4일 ~ 2019년 3월 14일)는 벨기에의 로마 가톨릭교회 추기경이다. 브뤼셀-메헬렌 교구장이며 1979년부터 2010년까지 벨기에 가톨릭주교회의 의장을 지냈다. 1983년 추기경에 서임되었다. 2010년 1월 18일 그의 나이가 75세가 되자 교회 내 모든 직책에서 퇴임하였다.